# Sant Miquel de Granyena
Sant Miquel de Granyena, antiga església parroquial, desafectada, és situada a l'extrem sud del nucli urbá de Granyena, prop de l'actual església parroquial.

## Història

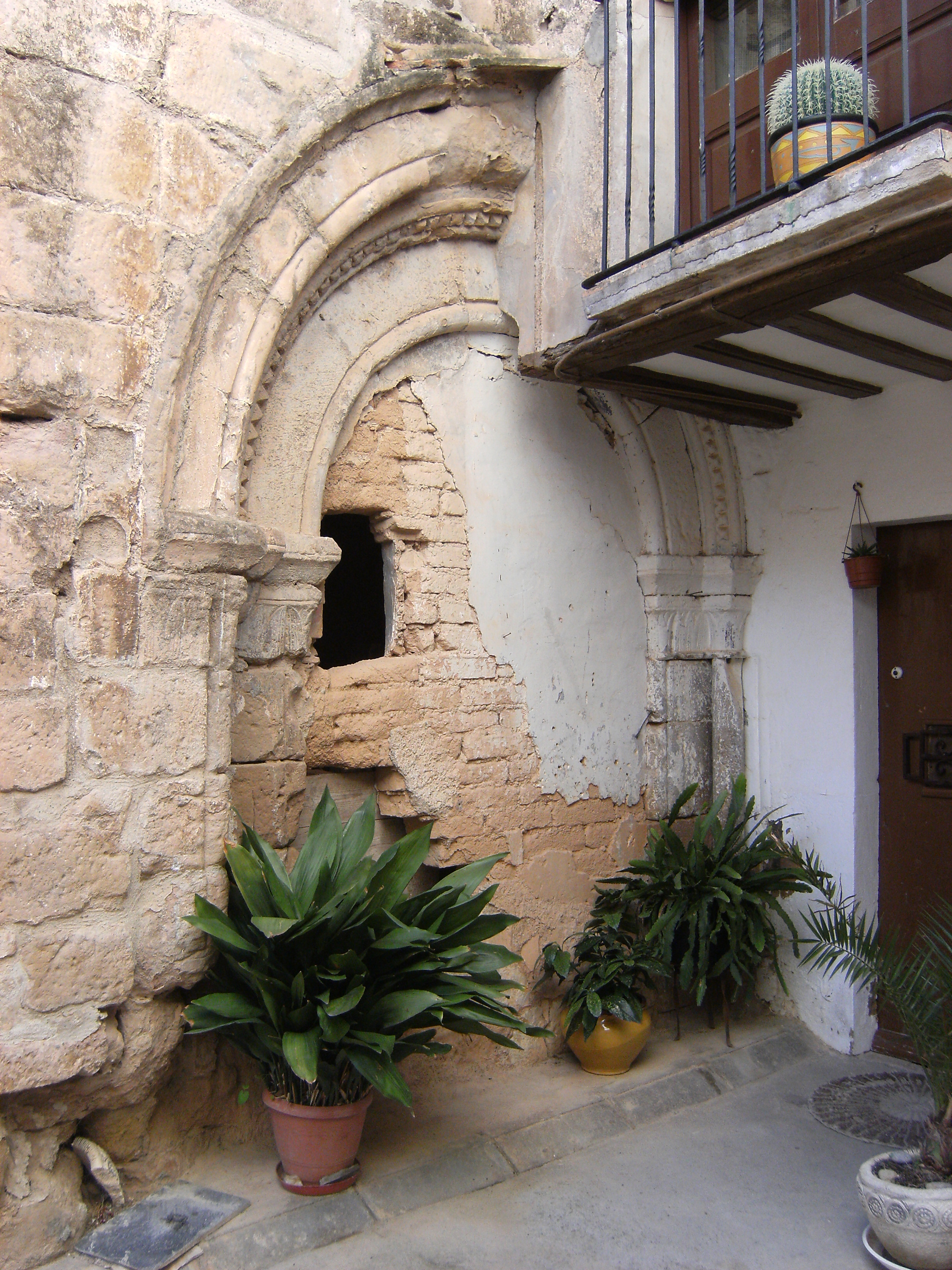
Porta romànica amb l'arrencada de l'arquivolta i els capitells amb decoració vegetal (2011)

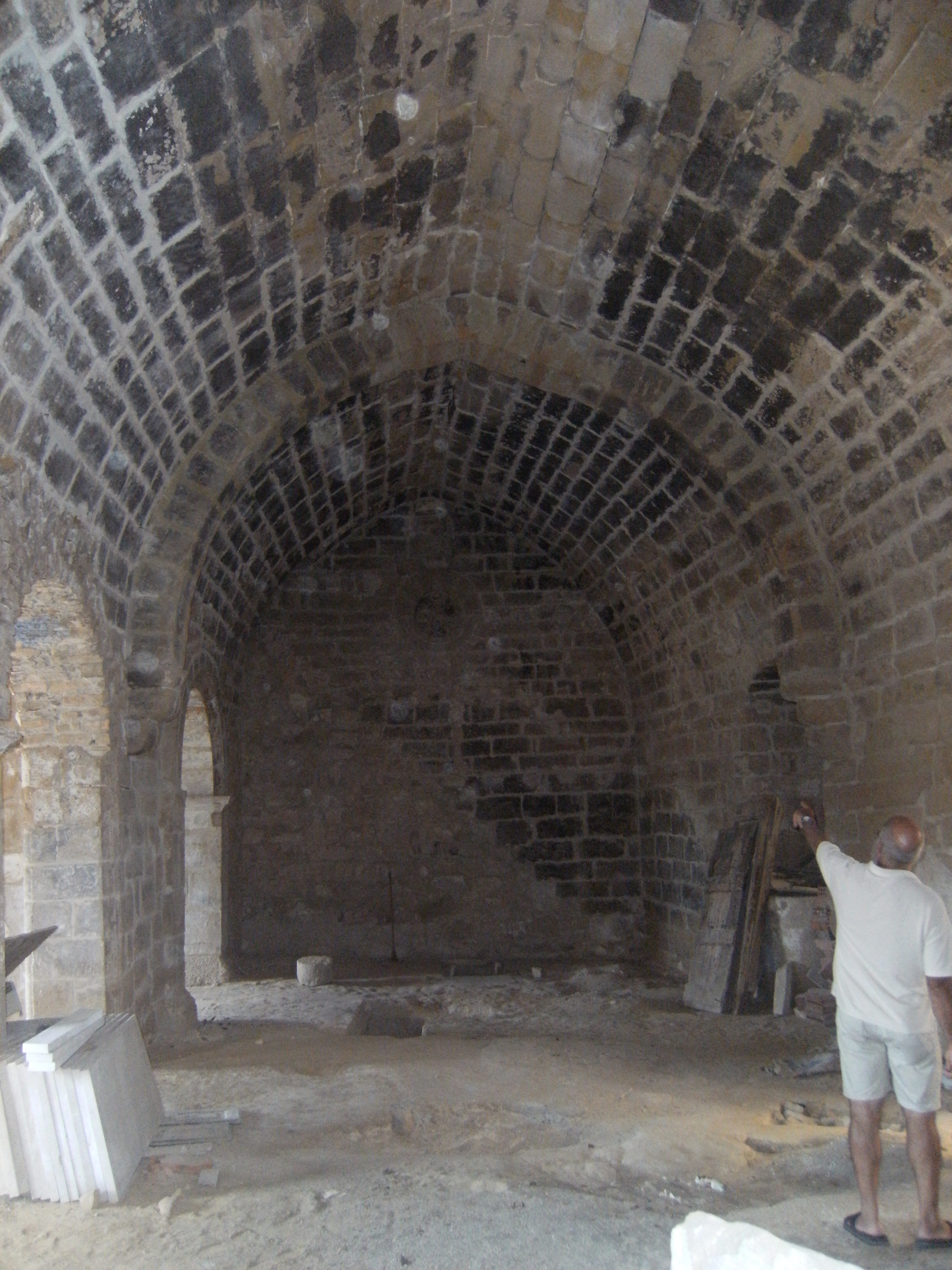
Nau coberta amb volta de canó de perfil lleugerament apuntat (2011)

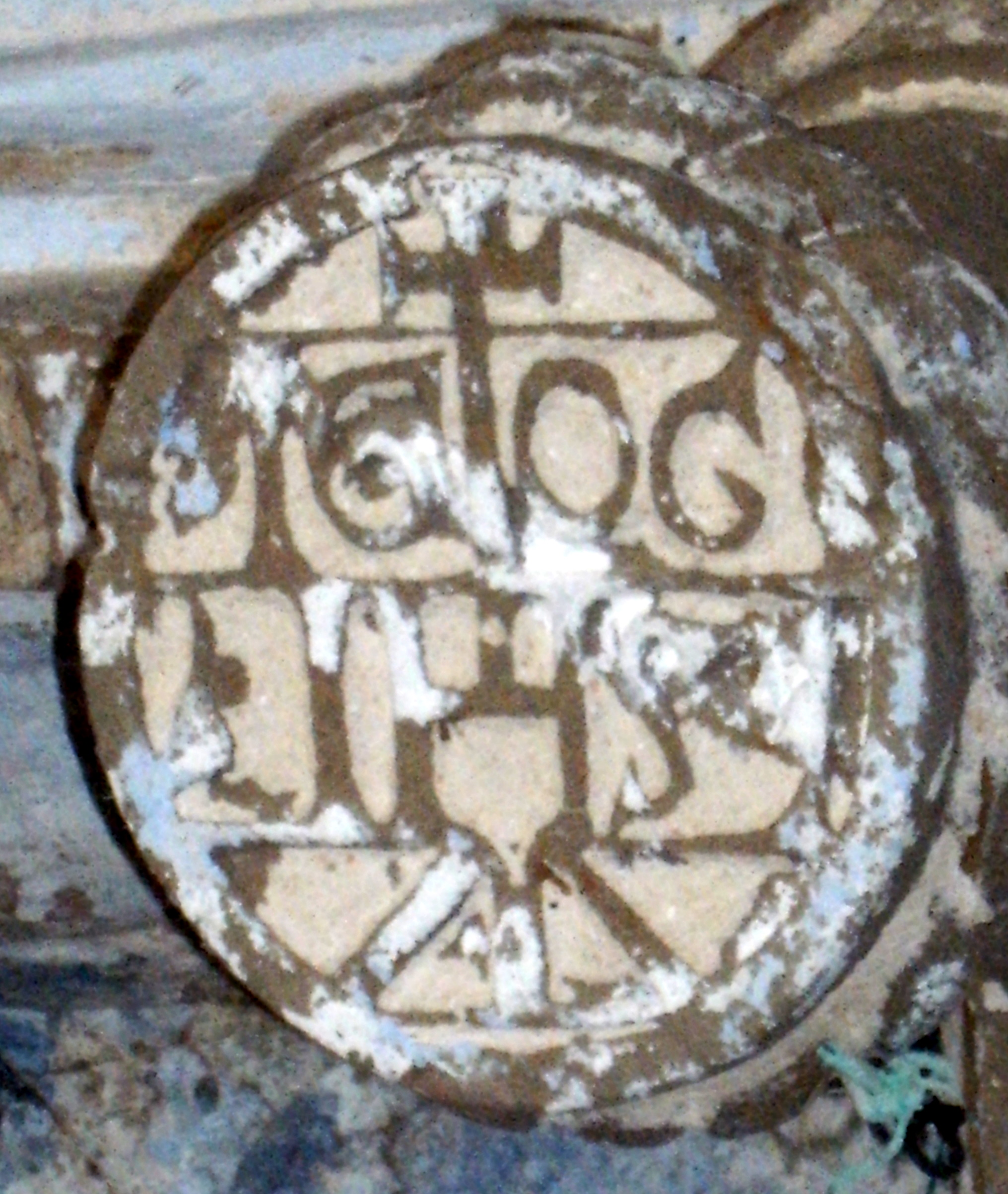
Clau de Volta (2011)

El primer esment escrit es troba en les dècimes papals de l'any 1279, en què apareix el «capellano de Graynela et de Cogul». En la visita pastoral del 1361 es fa referència a l'altar major de «beati Michael» i al fet que Granyena era sufragània de la parròquia de Castelldans. L'actual parròquia és un edifici bastit entre el 1663 i el 1800, moment en què es desafectà la primitiva església, avui dia molt malmesa pels usos que ha tingut, ja que han alterat notablement la seva estructura i fesomia originals. Actualment l'edifici es troba dividit per revoltons i envans. Fou destinada a habitatge unifamiliar i magatzem i avui pertany a l'ajuntament per donació de la propietat particular.

## Arquitectura
Tot i l'alteració considerable de l'edifici per les reformes patides ja d'antic, conserva part de la seva estructura altmedieval perfectament recognoscible sota les transformacions que s'iniciaren ja en època gòtica, en afegir-hi dues capelles cobertes amb voltes de creueria amb restes de policromia al costat sud. Edifici d'una sola nau, coberta amb volta de canó lleugerament apuntada, reforçada amb arcs torals que arrenquen de grosses impostes graonades. Probablement, capçada a llevant per un absis semicircular que fou substituït per un tram de nau quan l'església va ser reformada i se'n capgirà l'orientació, moment en què s'obrí la nova porta a la façana de llevant. Posteriorment encara s'obrí una altra porta molt matussera a la façana nord quan l'església ja era desafectada. L'edifici es bastí damunt una cinglera i encara s'observa el sòl natural de pedra. La porta original es conserva a la façana nord, paredada, feta a partir d'un arc de mig punt emfatitzat per una arquivolta motllurada en punta de diamant, sostinguda per dues pilastres adossades, els capitells de les quals presenten decoració vegetal estilitzada que segueix pel fris de la imposta. En aquesta façana es conserva una senzilla fornícula que devia contenir una imatge del patró Sant Miquel, que avui dia es conserva al Museu Diocesà de Lleida. L'aparell és de carreus escodats, disposats molt acuradament. Per la tecnologia constructiva de l'edifici com l'estructura de la porta, l'obra es pot datar a la fi del segle xiii, en el moment d'esgotament dels llenguatges formals romànics. Presenta fortes semblances amb l'església de Sant Salvador de Torrebesses.